# Draškovićové

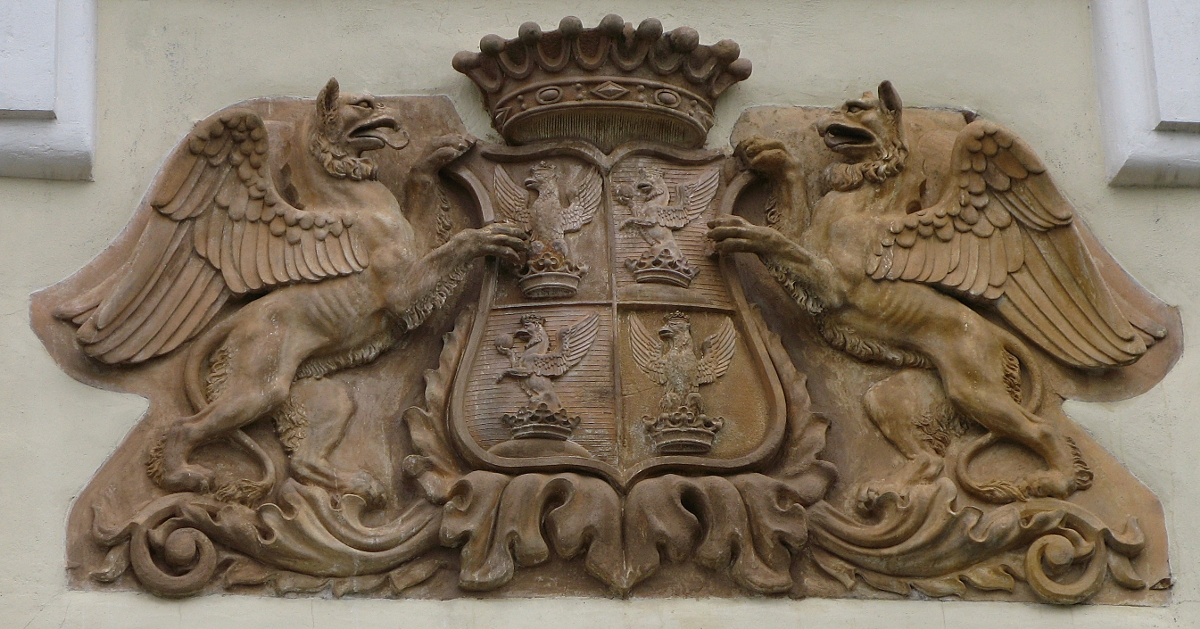
Erb Draškovićů z Trakošćanu

Draškovićové z Trakošćanu (chorvatsky Draškovići Trakošćanski) jsou chorvatský šlechtický rod, který po mnoho staletí zastával významné úřady v politice i společenském, kulturním a hospodářském životě Chorvatska. V 17. století patřili k nejmocnějším rodům své země a dosáhli hraběcí hodnosti a titulu uherského palatina.

## Původ a počátky
Do 15. století není o Draškovićích mnoho důvěryhodných informací. Pravděpodobně pocházejí ze starého chorvatského kmene Kršelac a je známo, že v 15. století vlastnili majetky kolem obce Zažično Donje (dnes Donje Pazarište) na západě regionu Lika a že patřili k nižší šlechtě.
Modrušský urbář, důležitý chorvatský právní dokument z roku 1486 psaný hlaholicí, uvádí, že šlechtická rodina Draškovićů vlastnila sedm panství.
Ve třech dokumentech z roku 1490 uchovávaných v maďarském Státním archivu v Budapešti je zmínka o „35 šlechticích z Drašković“, k nimž patří Jiří (Juraj) Drašković (žil mezi roky 1450 a 1490).
V dokumentu z roku 1520 se uvádí jméno Bartol Drašković Kninjanin, což naznačuje, že sídlil poblíž Kninu. Dnes je považován za předka hlavní rodové linie. V uvedeném dokumentu je zmíněn jako tajemník Dory Frankopanové. Jiné zdroje uvádějí, že byl vychovatelem bána Ivana Karloviće. Možná je pravda obojí, protože Ivan Karlović byl synem Karla Kurjakoviće, knížete z Krbavy, pocházejícího ze starého chorvatského rodu Gusićů, a jeho manželky Dory rozené Frankopanové.
Vzhledem k tureckému nebezpečí Bartol Drasković koncem dvacátých nebo počátkem třicátých let 16. století opustil staré rodinné majetky i svůj hrad v Bilině na západ od Knina a se svou rodinou se přestěhoval do severní části oblasti Pokuplje.

## Vzestup

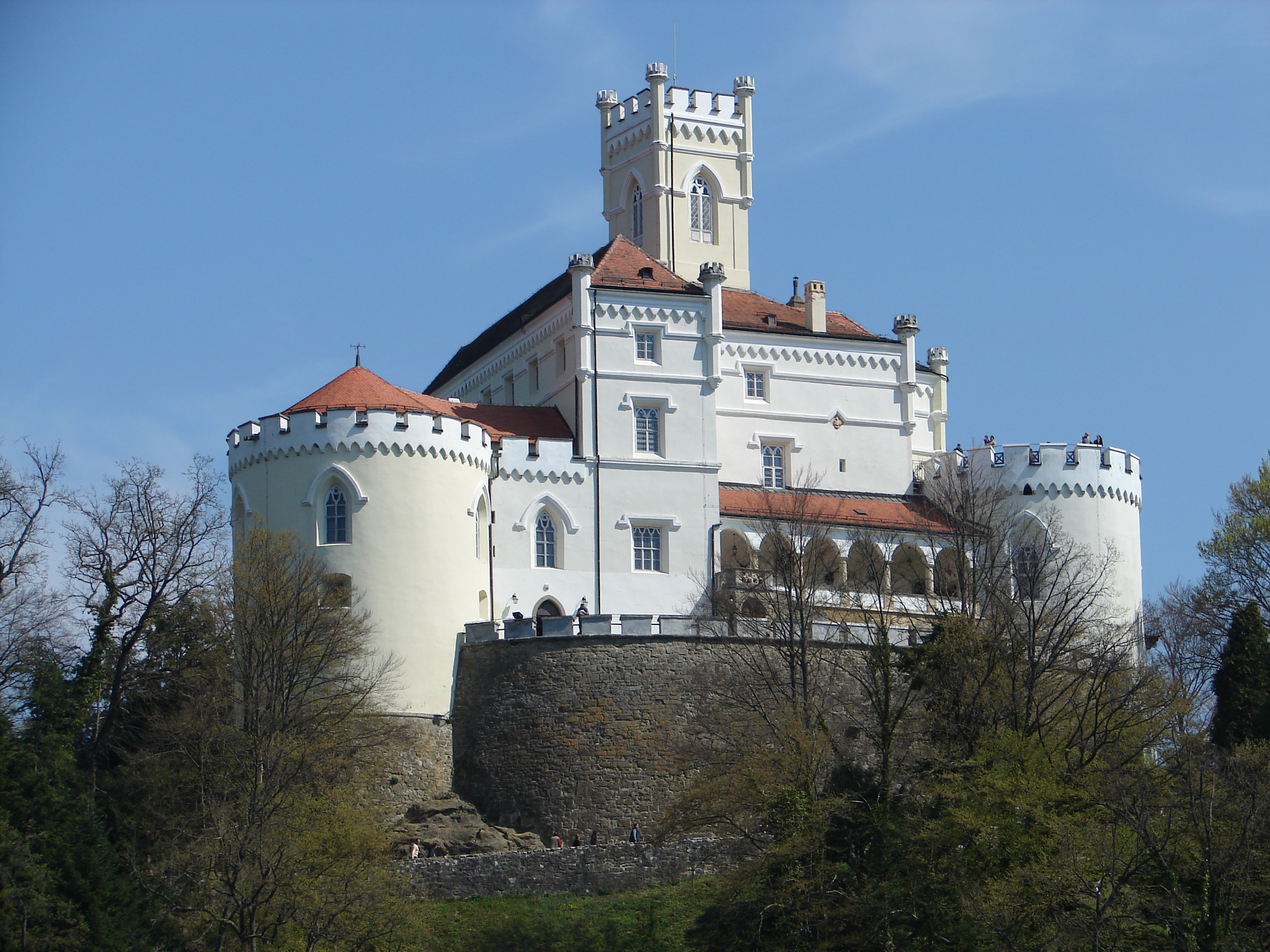
Trakošćan, hrad Draškovićů

Přestože rodina v době turecké hrozby zchudla, Bartol s pomocí příbuzných umožnil svým synům Jiřímu, Kašparovi a Janovi (Ivanovi) získat solidní vzdělání, což mimo jiné přispělo k posílení jejich moci a vlivu. Bartolova manželka Ana byla sestrou kardinála Jiřího Utješinoviće, biskupa Velkého Varadína, který pocházel z Bartolova kraje a pomáhal rodině své sestry v nouzi, zejména poté, co Bartol zemřel v roce 1538.
Nejstarší syn Jiří byl teolog, biskup a chorvatský bán v letech 1567 až 1576, na konci svého života i kardinál, a zasloužil se o to, že Draškovićové obdrželi od Maxmiliána II. v roce 1567 hodnost baronů. O dva roky později dostal Bartolův syn Kašpar (I.) spolu se svým bratrem Jiřím jako kompenzaci nevyplaceného bánského platu hrad Trakošćan. Všichni další Draškovićové jsou Kašparovi potomci, protože byl jediný z bratří, který zanechal potomky; oženil se s Katarinou Sekeljovou z Ormože a měl syny Jana II. (1550–1613) a Petra I. (1555–1614), kteří jsou zakladateli dvou větví rodu. Třetí Bartolův syn Jan (I.) byl podle historických pramenů zabit během hrdinské obrany Szigetváru v roce 1566, když bojoval po boku Mikuláše Šubiče Zrinského.
Během následujících desetiletí členové rodu zvětšili svůj vliv a získali nové majetky (například Klenovnik 1572, Medvedgrad 1604, Božjakovina 1685 atd.). Tím rod zakořenil na severozápadě Chorvatska. Bývalí Draškovićové z Biliny se tak stali Draškovići z Trakošćanu.
Během 17. století Draškovićové dosáhli vrcholu moci a majetku, zejména v době Jana III. (1603–1648). Jan III. Drašković je jediným Chorvatem v historii, který byl zvolen uherským palatinem, nejvyšším soudním úředníkem a královským zástupcem (úřad zastával v letech 1646–1648); byl široce znám jako schopný válečník a byl členem řádu zlaté ostruhy. V roce 1631 mu Ferdinand II. udělil titul hraběte.

## Boj proti Osmanům
Za dob tureckých nájezdů se Draskovićové intenzivně podíleli na obraně i na osvobozování chorvatských zemí a měli řadu vynikajících válečníků. Kromě výše uvedeného Jana III. vynikl například jeho otec Jan II., který spolu s tehdejším bánem Tomou Erdödyem bránil Sisak před osmanskou invazí roku 1593 a stal se později sám chorvatským bánem (1596–1608).

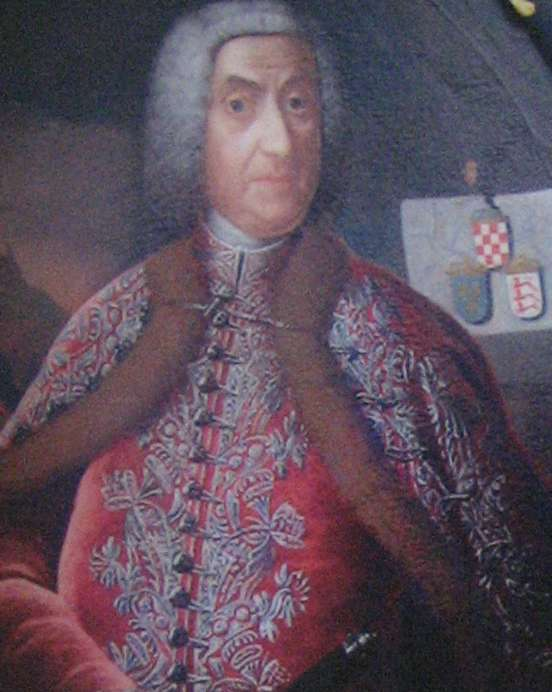
Portrét Jana V. Draškoviće v Trakošćanu

V roce 1716 osvobodil Jan V. Drašković (také pozdější bán) řadu obcí z osmanské okupace, například Jasenovac, Dubici a Kostajnici. Nepodařilo se mu však dobýt některé další významné původně chorvatské oblasti na hranici s Bosenským pašalikem, například Bihać a Novi Grad, a ty dodnes připadají Bosně.

## Mecenáši kultury a umění
Stejně jako jiné známé a vzdělané šlechtické rodiny vlastnili Draškovićové bohatou knihovnu. Někteří členové psali knihy sami a mnoho z nich podporovalo chorvatskou kulturu a umění. Například biskup Jiří II. financoval tisk Kroniky Antuna Vramce v roce 1578 a hrabě Janko Drašković, slavný ilyrista, obětoval téměř celý majetek pro politické i kulturní účely. Na konci 18. a začátkem 19. století byl považován za nejvzdělanějšího Chorvata. Roku 1832 publikoval své nejslavnější dílo Dizertace, politický, ekonomický a kulturní program chorvatského národního obrození.
Významné je propojení rodu Draškovićů s rodem Zrinských, které roku 1645 posílil sňatek Mikuláše Zrinského s Marií Eusebií, dcerou hraběte Kašpara II. Draskoviće. Jedním z důsledků tohoto spojení bylo, že část knih z draškovićovké knihovny skončila v Mikulášově slavné Knihovně Zrinských, která je nyní součástí Národní a univerzitní knihovny v Záhřebu.
Některé z knih, které kdysi vlastnili příslušníci rodu Draškovićů, zejména svazky starší než knihy z hradu Trakošćan, jsou uloženy v Chorvatském národním archivu v Záhřebu.

## Větve rodu

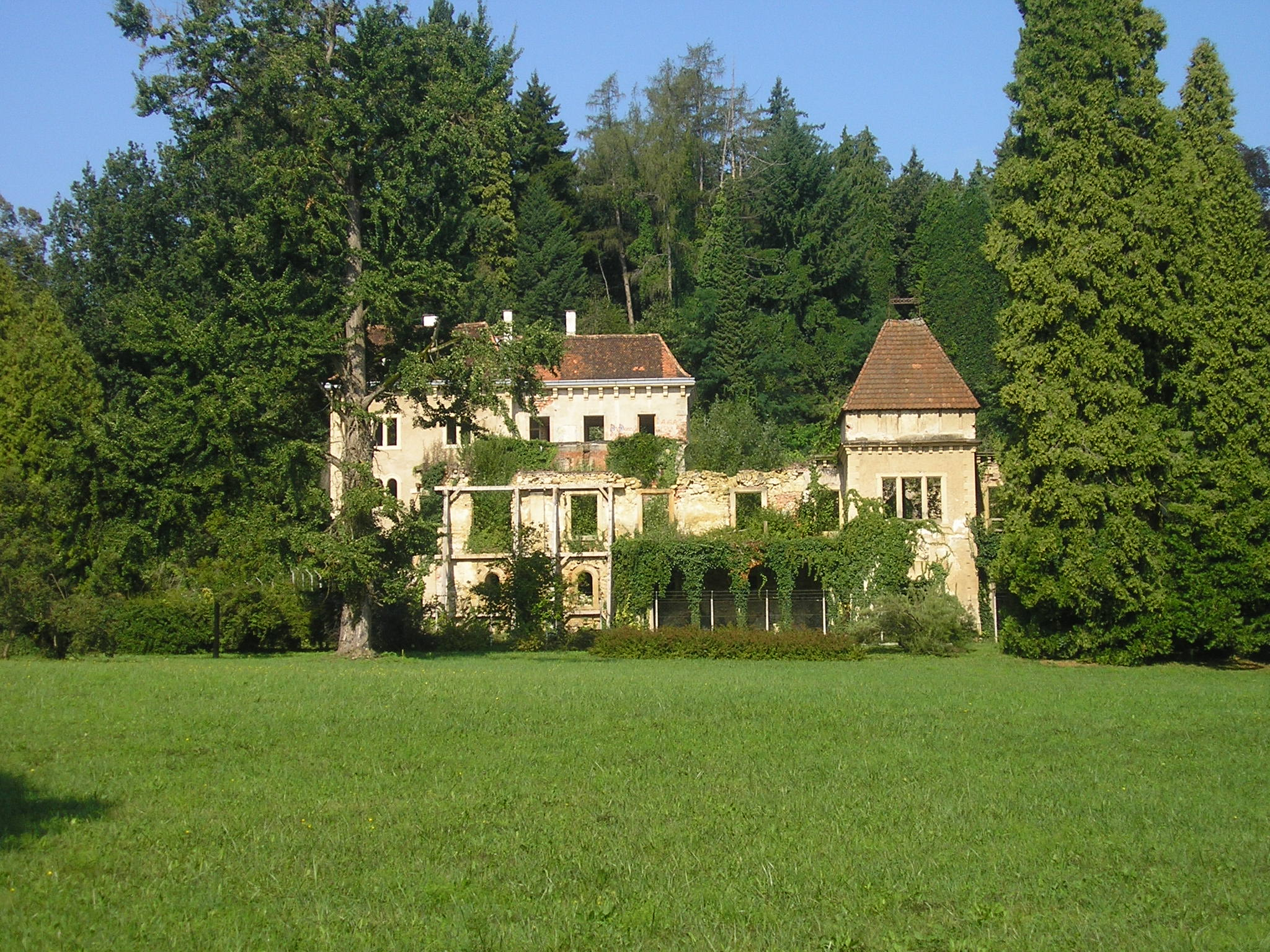
Hrad ve Vinici, který Draškovićové drželi do roku 1852

Během 17., 18. a 19. století se hrabata Draškovićové rozdělili do několika větví a stal se majiteli četných majetků, hradů, zámků a městských paláců nejen v Chorvatsku, ale i v dalších zemích, které byly tehdy součástí Habsburské monarchie (ve Slovinsku, Maďarsku, Rakousku a na Slovensku) i mimo ni (např. Švýcarsko). V jejich rukou byly chorvatské statky a hrady jako Trakošćan, Klenovnik, Vinica, Opeka, Zelendvor, Veliki Bukovec, Bisag, Hrašćina, Božjakovina, Brezovica a Rečica.
Kromě chorvatských bánů mezi Draškovići byli také hodnostáři církve (biskupové a kardinálové), vysocí vojenští důstojníci a státní úředníci (maďarský palatin, královští kancléři, královští poradci, soudci a další).

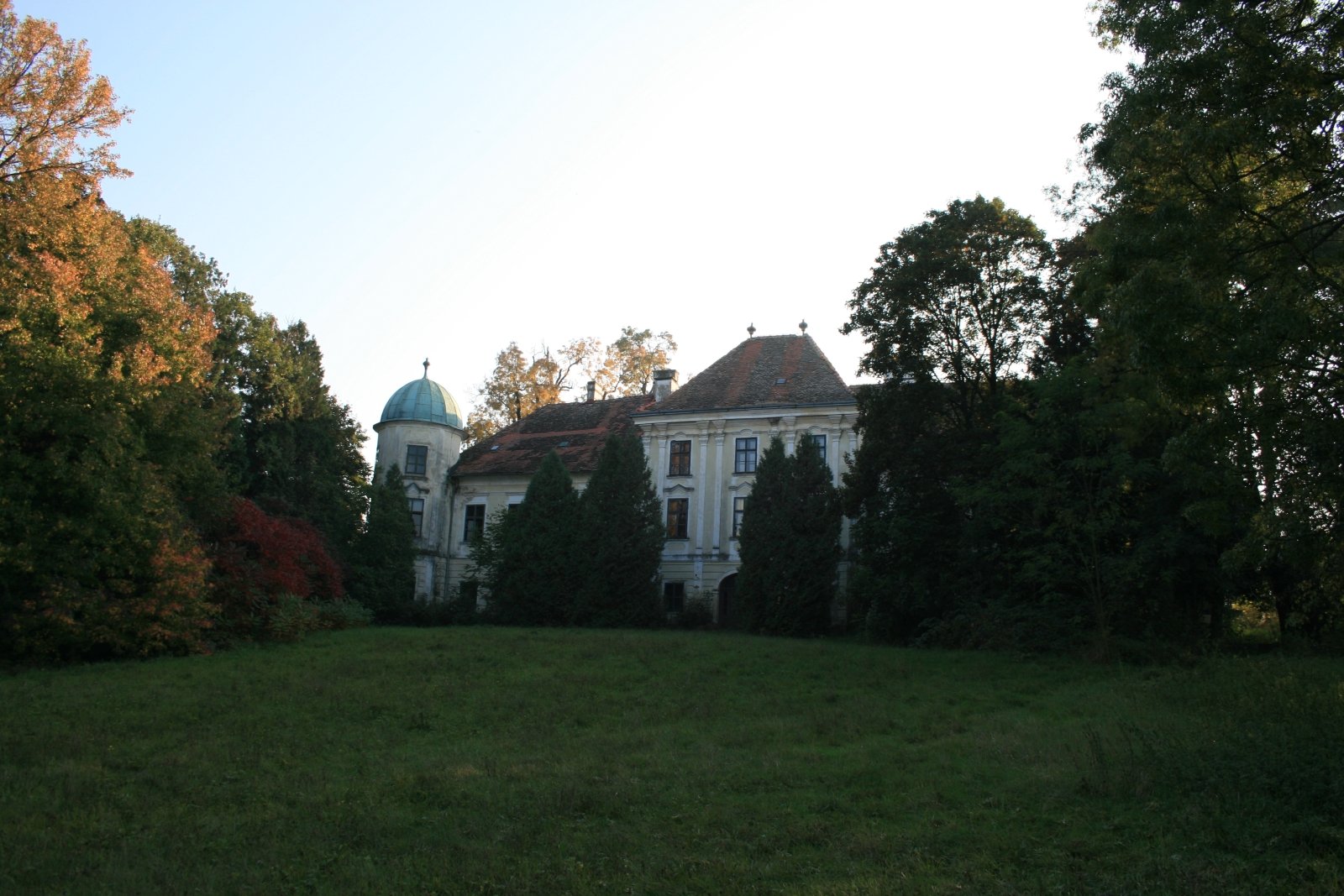
Hrad Brezovica nedaleko Záhřebu postavil v 18. století Josef Kazimir Drašković

Po osvobození od turecké okupace se někteří členové rodu vrátili do regionu Kosinj, kde měli majetky v Ogulinu a Tounji.
Mezi nejznámější členy rodu patří:
- Jiří I. (asi 1450–1490)
- Bartol „Kninjanin“ († 1538)
- Jiří II. (1525–1587), Bartolův nejstarší syn, kardinál a v letech 1567–1576 chorvatský bán
- Kašpar I. (1530–1591), Bartolův druhý syn, od roku 1567 baron
- Jan (Ivan) I. († asi 1566), Bartolův třetí syn, padl v bitvě
- Jan II. Kašparův syn (1550–1613), Kašparův syn, v letech 1596–1608 chorvatský bán
- Jan III. (1595/1603–1648), syn Jana II., roku 1631 povýšen do hraběcího stavu, v letech 1640–1646 chorvatský bán, 1646–1648 uherský palatin
- Jan V. (1660–1733), vnuk Jana III., v letech 1732–1733 chorvatský bán
- Josef Kazimir (1716–1765), syn Jana V., získal hodnost podmaršála habsburské armády
- Janko (1770–1856), vnuk Josefa Kazimira, ilyrista
- Jan X. (1916–1993), poslední majitel Trakošćanu

## Po zrušení monarchie
Po druhé světové válce byl chorvatský majetek Draškovićů znárodněn a rod se přesunul do zahraničí a nakonec se usadil v rakouském Güssingu. Vznik nezávislého Chorvatska v 90. letech 20. století vytvořil podmínky pro návrat. Toho využil držitel dědičných práv a zástupce poslední žijící větve této staré chorvatské rodiny, dr. Karl hrabě Drašković (* 1923), který žil v Rakousku. V roce 1998 koupil svůj bývalý statek ve Velikém Bukovci nedaleko Ludbregu. Se svým synem Nikolausem (* 1968) tam podniká v zemědělství prostřednictvím firmy Agroludbreg.
Nikolaus Draškovič se oženil s libyjskou šlechtičnou Rulou, se kterou má dvojčata Ivana Alexandera a Marii Alisar a mladšího syna Karla.